# Tommaso Zafferani
Tommaso Zafferani (* 19. Februar 1996 in Montegiardino) ist ein san-marinesischer Fußballspieler.

## Karriere

### Vereine
Zafferani begann in der Jugendabteilung von San Marino Calcio mit dem Fußballspielen und wurde 19-jährig vom Erstligisten SP La Fiorita verpflichtet. Von 2015 bis 2017 gehörte er dem Verein als Mittelfeldspieler an und bestritt seine ersten 12 Spiele im Seniorenbereich im Grunddurchgang der Gruppe A, in der er fünf Tore erzielte und somit zum Gruppensieg beitrug, der zur Teilnahme an den Ausscheidungsspielen zur Ermittlung des Meisters berechtigte. In diesen wirkte er im erreichten Finale am 26. Mai 2016 in Serravalle mit; bei der 1:3-Niederlage gegen den SP Tre Penne erzielte er das Tor zum zwischenzeitlichen 1:1 in der zwölften Minute. Am 1. Mai 2016 wurde mit dem 2:0-Sieg über den SS Pennarossa das Finale um den nationalen Vereinspokal gewonnen. In der Folgesaison bestritt er lediglich vier Spiele, in denen er ein Tor erzielte. Als Gruppensieger erneut in den Ausscheidungsspielen vertreten – er kam in der 2. und 3. Runde zum Einsatz – gewann er mit seiner Mannschaft das Finale – in dem er ebenfalls mitwirkte – mit 2:1 gegen den amtierenden Meister SP Tre Penne.
Anschließend spielte er zwei Jahre lang für den in Riccione ansässigen italienischen Verein ASD Unione Calcio Riccione in einer der beiden Divisionen der fünftklassigen Eccellenza Emilia–Romagna.
In seinem Geburtsort zurückgekehrt, spielt er seit der Saison 2019/20 das zweite Mal für den in der Gemeinde Montegiardino ansässigen SP La Fiorita; die Gruppe A erneut als Sieger abgeschlossen, belegte er mit seiner Mannschaft am Ende der Zweiten Gruppenphase den vierten Platz. Am 22. Mai 2021 erreichte er mit seiner Mannschaft das Finale, das jedoch mit 0:1 gegen den SS Folgore/Falciano verloren wurde. Mit dem Ergebnis von 10:9 im Elfmeterschießen gegen den SP Tre Fiori gewann er am 15. Mai 2021 immerhin den nationalen Vereinspokal. Seine zweite Meisterschaft gewann er am 26. Mai 2022 mit dem 2:0-Sieg über den SP Tre Penne.

### Nationalmannschaft
Zafferani debütierte als Nationalspieler am 3. Oktober 2012 für die U17-Nationalmannschaft, die im finnischen Anjalankoski mit 0:5 gegen die U17-Nationalmannschaft Deutschlands im Spiel der ersten Qualifikationsrunde für die Europameisterschaft 2013 verlor. Am 25. April 2014 spielte er in dieser Altersklasse noch einmal, wobei das in Freundschaft ausgetragene Spiel gegen die U17-Nationalmannschaft Maltas mit 0:3 verloren wurde. Im November 2013 und im Oktober 2014 bestritt er jeweils drei Länderspiele für die U19-Nationalmannschaft – allesamt EM-Qualifikationsspiele, in denen seiner Mannschaft kein Tor gelang. Ein Tor hingegen gelang der U21-Nationalmannschaft – für die er innerhalb von vier Jahren 15 EM-Qualifikationsländerspiele bestritt – am 15. November 2015 in Serravalle bei der 1:2-Niederlage gegen die U21-Nationalmannschaft Estlands. Für die A-Nationalmannschaft San Marinos debütierte er am 4. Juni 2016 bei der 0:10-Niederlage gegen die Nationalmannschaft Kroatiens in Rijeka.

## Erfolge
- San-marinesischer Meister 2017, 2022 (mit SP La Fiorita)
- San-marinesischer Pokalsieger 2016, 2021 (mit SP La Fiorita)